# Basilejská holubice
Basilejská holubice (Basler Taube, v místním nářečí Basler Dybli) je poštovní známka vydaná švýcarským kantonem Basilej-město dne 1. července 1845. Měla hodnotu dva a půl rappu a platila pro dopisy do hmotnosti jednoho lotu na území města. Basilej se tak stala třetím švýcarským kantonem a pátou zemí světa, která vydávala vlastní známky.
Známka nemá perforaci a jednotlivé kusy se před použitím z archů vystřihovaly. Její výtvarné pojetí navrhl architekt Melchior Berri a vytiskla ji firma HB Krebs ve Frankfurtu. Je na ní vyobrazena bílá holubice s dopisem v zobáku a nad ní biskupská berla z basilejského městského znaku. Byla vyrobena knihtiskem s nezvyklou reliéfní ražbou. Poprvé na světě byly při tisku známky použity tři barvy: černá, karmínová a modrá. Šlo také o vůbec první poštovní známku s vyobrazením ptáka. Motiv holubice použil Berri také na pouliční poštovní schránky v Basileji.
Šlo o jedinou známku vydanou v Basileji. Podle odhadů bylo vytištěno 41 480 exemplářů. V roce 1849 přenechala správa kantonu doručování zásilek centrální Švýcarské poště a v září 1854 přestala známka platit.
Basilejská holubice patří k vyhledávaným filatelistickým raritám. Dopis opatřený dvojicí těchto známek byl v roce 2019 prodán za 220 000 švýcarských franků.